# Chiesa di Maria Santissima Addolorata (Lipari)

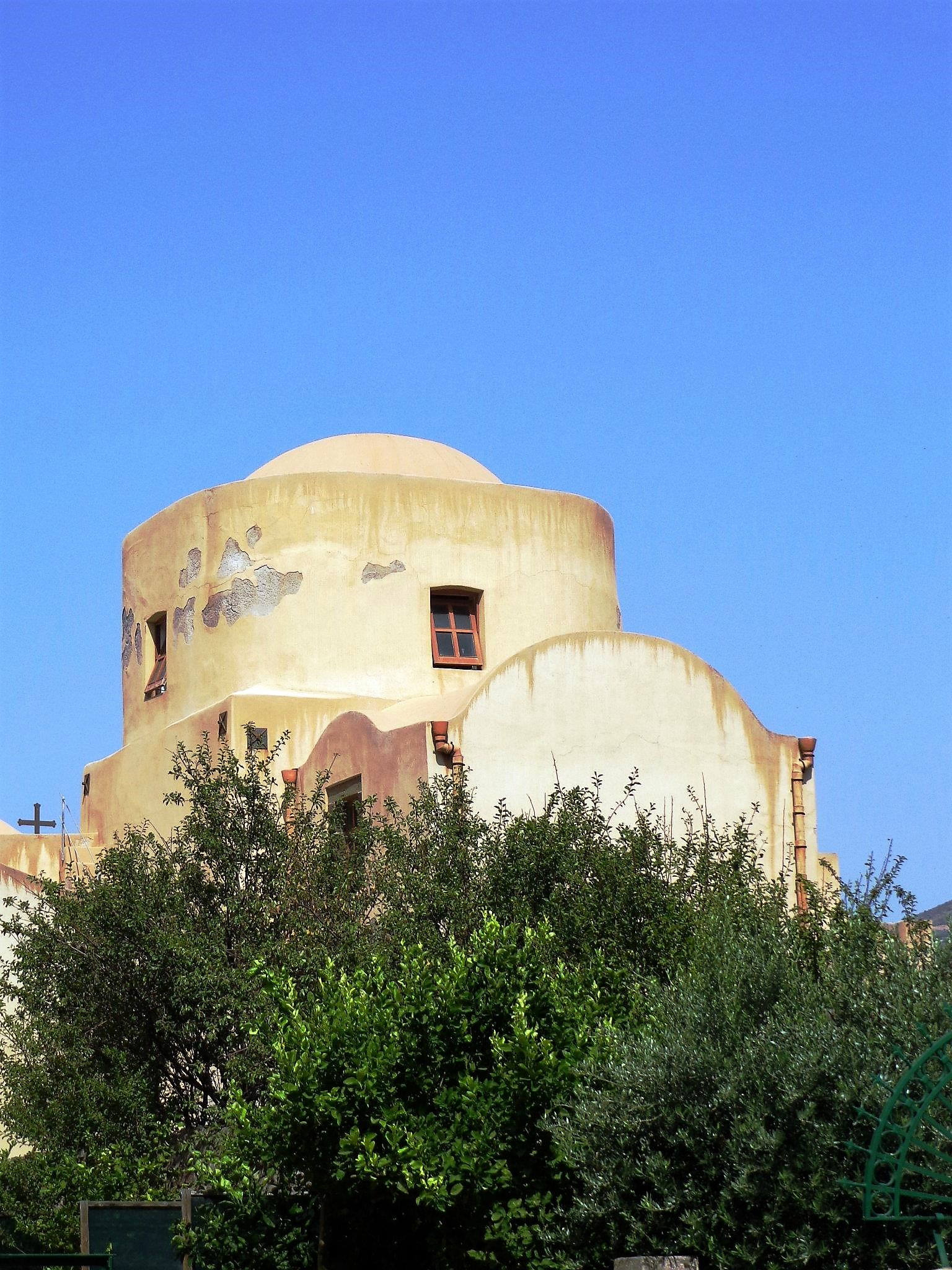
Veduta dal decumano.

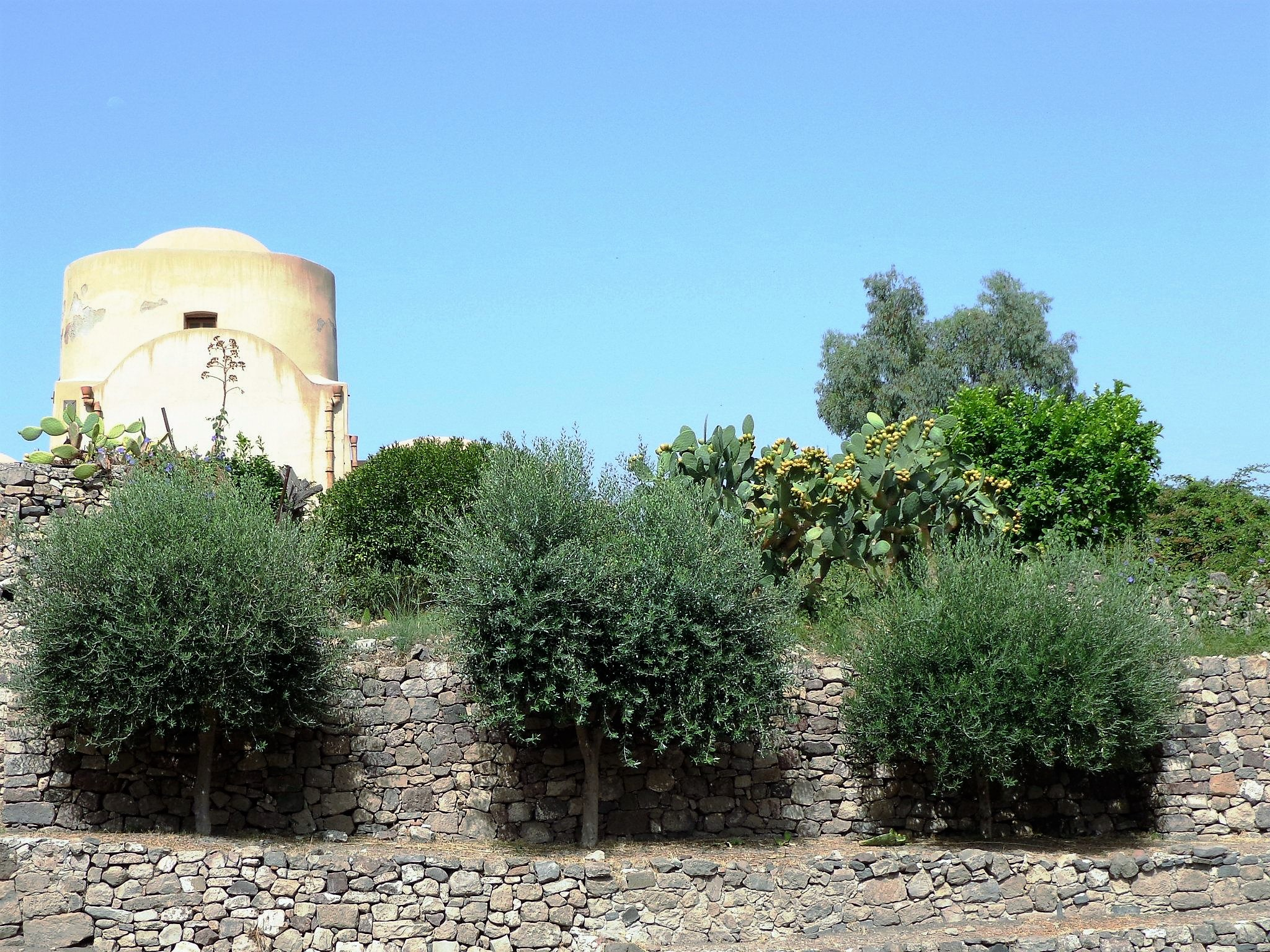
Veduta dal decumano.

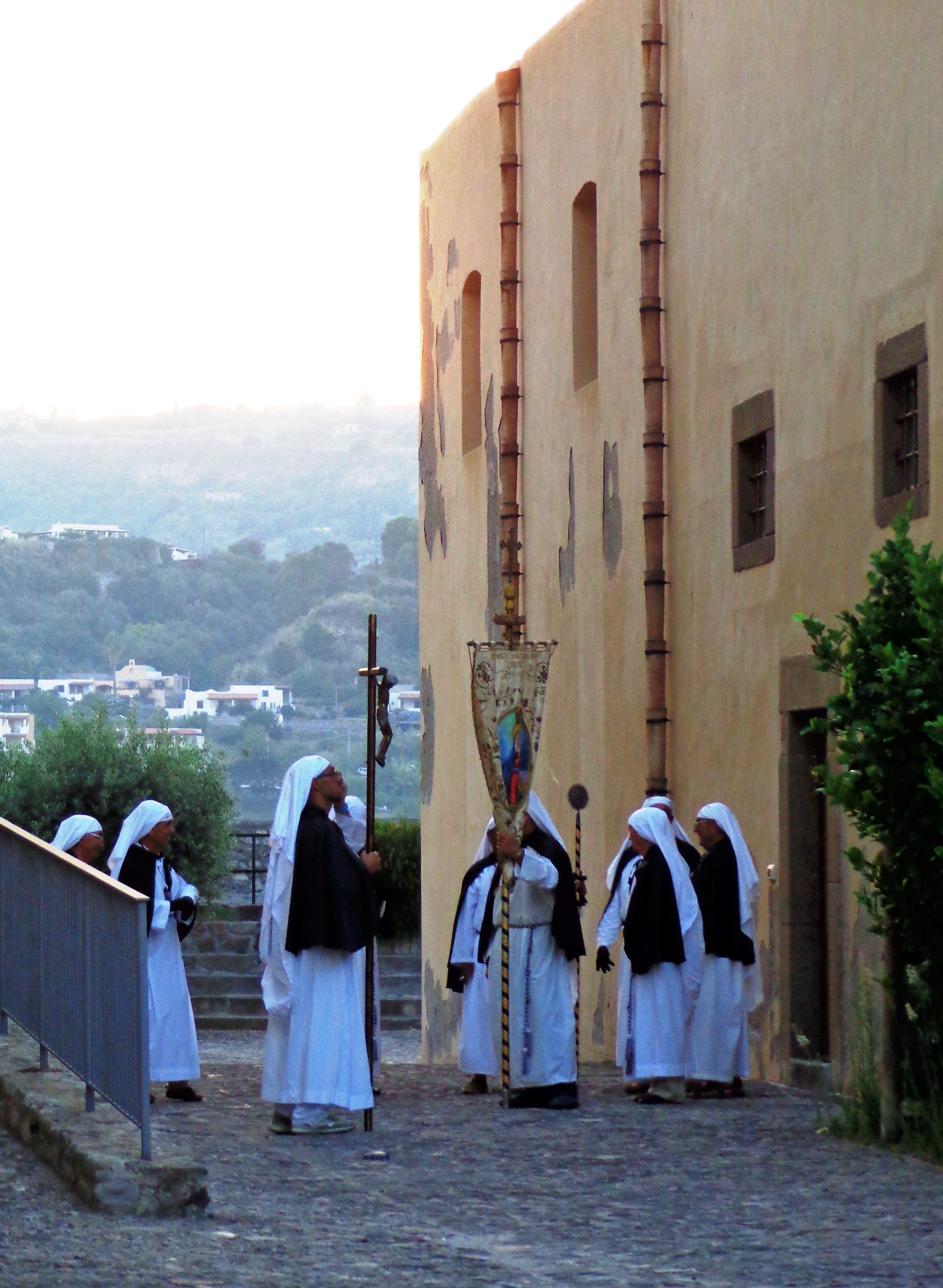
Dettaglio.

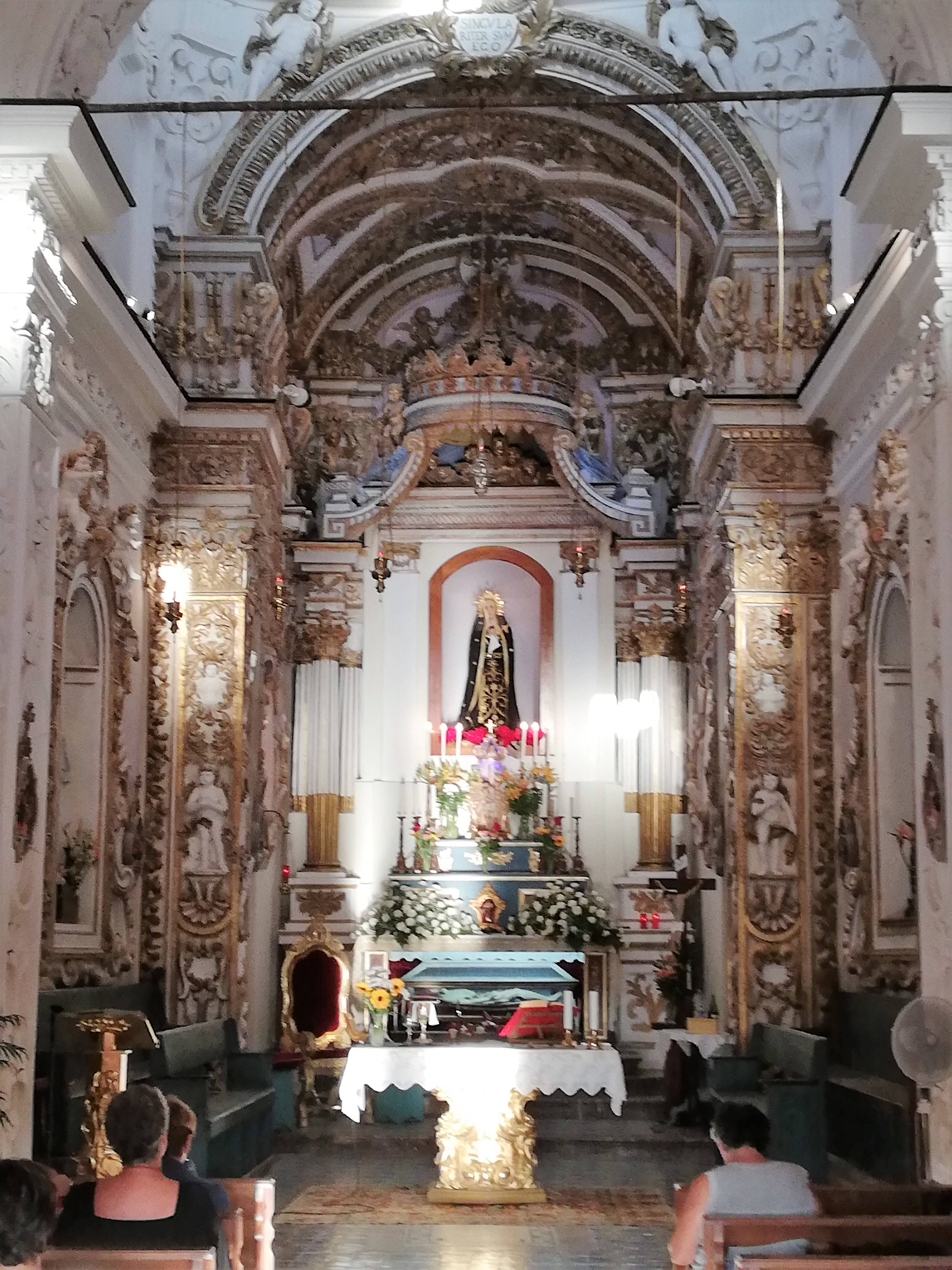
Cappella centrale.

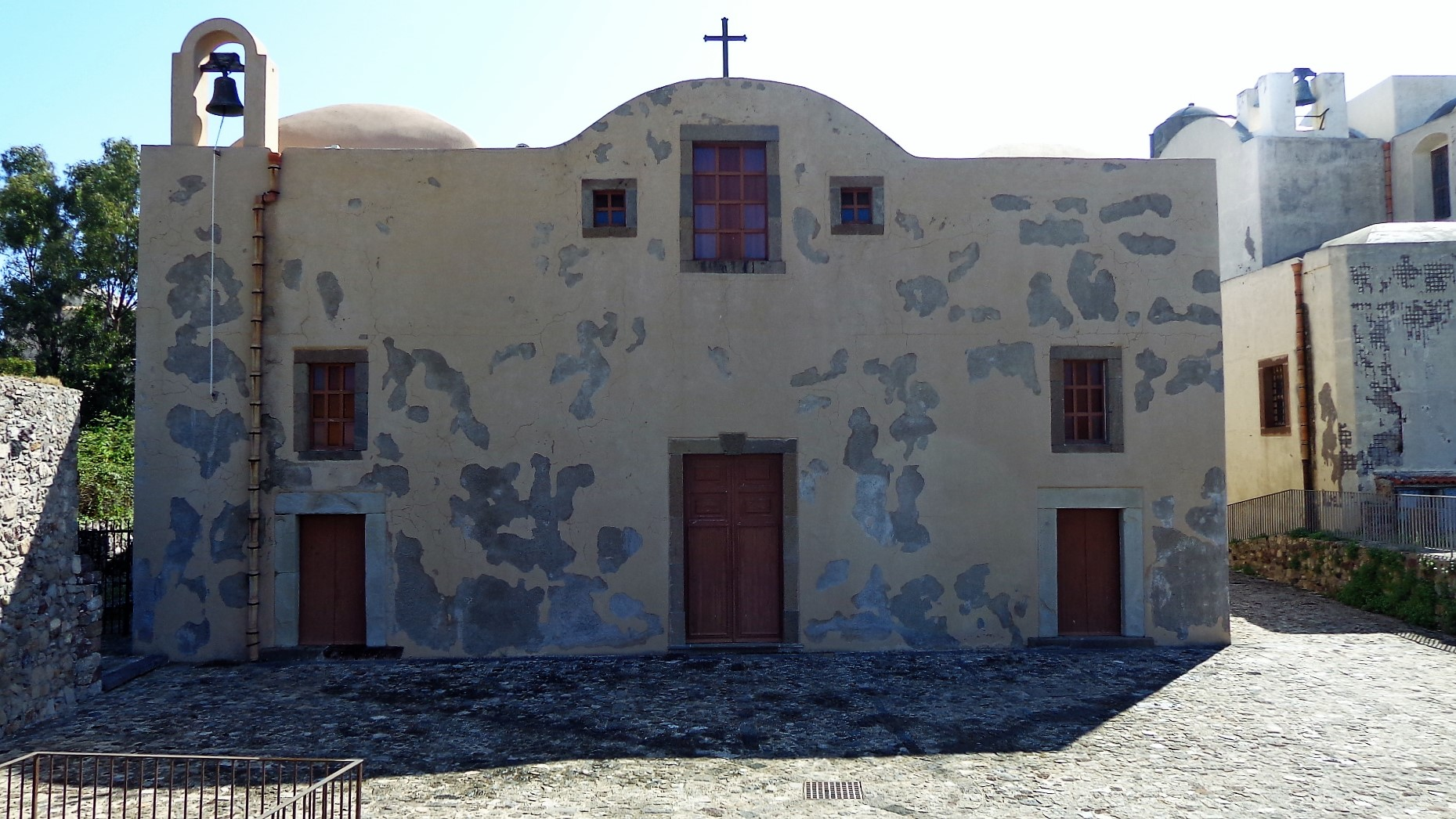
Prospetto.

La chiesa di Maria Santissima Addolorata o chiesa della Vergine dei Dolori è un edificio di culto ubicato nella Rocca del Castello di Lipari.
Il monumento sorge nel primitivo quartiere Sant'Andrea adiacente alla direttrice principale dell'acropoli decumano, nella porzione d'area compresa tra la chiesa di Santa Caterina d'Alessandria a N - W e la chiesa di Maria Santissima Immacolata a S - W.

## Storia

### Epoca aragonese
Nel quartiere di Sant'Andrea esistevano tre oratori o cappelle contigue.
- Cappella dei Sette Dolori o della Santissima Resurrezione, detta anche della Soledad o della Pietà o della Addolorata, costruita dai militari iberici aragonesi nel XIV secolo.
  - Le confraternite della Soledad, costituite da gentiluomini borghesi e da militari aragonesi - spagnoli, nutrivano una profonda avversione nei confronti del vescovo di Lipari, percettore delle quote censuali, delle decime sui prodotti agricoli e unico in tutta la Sicilia a non riconoscere l'Apostolica Legazia, per tanto, la cappella divenne un luogo di culto autonomo in contrapposizione alla cattedrale. (Corpo di fabbriche a sinistra).
- Cappella di Sant'Andrea d'epoca medievale (XV secolo) in seguito dedicata alla Immacolata Concezione. Infine sostituita dalla chiesa di Maria Santissima Immacolata. (Corpo di fabbriche centrale).
- Cappella di Sant'Antonio Abate (XV secolo) in seguito dedicata alla Madonna Vergine Santissima dell'Itria. (Corpo di fabbriche a destra).

### Epoca spagnola
Violati ed incendiati dai turchi nella ruina o Sacco del 1544 i tre tempietti, furono prontamente restaurati.
Nel corso del secondo cinquecento e, per tutto il seicento, la cappella della Soledad, restaurata nel 1563, continuò ad essere la chiesa dei militari e dei nobili del paese, i quali osteggiavano il vescovo per la sua politica fiscale.
Posta sotto la giurisdizione reale nel 1686, i cappellani erano nominati solo dal viceré di Sicilia.
Nel 1699 il vescovo Girolamo Ventimiglia, nel tentativo di recuperare la giurisdizione sulla Regia chiesa della Soledad, unì quest'ultima alle due cappelle a essa contigue, realizzando un unico luogo di culto, denominandolo chiesa dell'Addolorata. Il tentativo fu assolutamente vano, anzi sortì l'effetto di sfregiare e lasciar sfigurate le tre vecchie cappelle da intonaci e stucchi che seppellirono affreschi prerinascimentali.

### Epoca borbonica
Fu il vescovo Giovanni Maria Visconte Proto ad ottenere da Ferdinando II, re delle due Sicilie, il rientro della chiesa sotto la giurisdizione dei vescovi con decreti reali del 1852 e del 1855.

### Epoca contemporanea
Rinvenuti affreschi frammentari nel corso dei restauri. Tolti orpelli e stucchi commissionati dal vescovo Ventimiglia.

## Interno
Nella controfacciata è installata la cantoria lignea e l'organo della metà del Settecento, attribuito al liparese Emanuele Bongiorno.
L'interno presenta eleganti decorazioni in stucco realizzate fra XVII secolo e il XIX secolo.
In vari ambienti delle tre cappelle stazionano e sono custodite le vare processionate durante i riti penitenziali e devozionali del Venerdì Santo.

### Navata

#### Parete destra
- Altare della Presentazione. Sulla sopraelevazione è collocata la tela raffigurante la Presentazione di Gesù al Tempio con Simeone il Vecchio la profetessa Anna di Girolamo Alibrandi.[1][3] Originariamente il dipinto apparteneva alla chiesa della Purificazione detta dei Bianchi (sostituita al presente dalla chiesa di Santa Caterina d'Alessandria). L'opera è ispirata ad un analogo capolavoro di Giorgio Vasari, a lui commissionato per la chiesa di Sant'Anna dei Lombardi, datato al 1545.
- Altare laterale (?): Cappella del Crocifisso. Manufatto in legno intagliato e dorato del tardo Seicento, incornicia il dipinto raffigurante il Compianto della Maddalena, opera di Federico Barocci.[4]

#### Parete sinistra
- Altare laterale (?). Manufatto in legno intagliato e dorato del tardo Seicento.
- Altare laterale (?): Cappella dell'Ecce Homo. Nella nicchia è custodito il simulacro dell'Ecce Homo.

#### Presbiterio
L'ambiente compreso tra l'arco trionfale e il catino absidale, sovrastato da cupola, presenta un ricchissimo apparato decorativo in stucco con gran parte dei rilievi impreziositi da dorature.
- Altare maggiore. La sopraelevazione è costituita da terne di colonne doriche sormontate da capitelli corinzi con baldacchino animato da numerosi putti. Nella nicchia è custodita la statua raffigurante Maria Santissima Addolorata, simulacro ligneo abbigliato secondo gli stilemi spagnoli e arricchito da stellario aureo. Sotto la mensa è custodita l'urna del Cristo Morto. Le pareti laterali ospitano altrettante nicchie decorate, custodiscono rispettivamente la statua raffigurante l'Immacolata Concezione a sinistra, e la statua dell'Assunta a destra.

Altre opere documentate:
- Sant'Onofrio, dipinto, opera di Giovanni Barbera del 1743 recante l'iscrizione "JOVANNES BARBERA MESS. FACIEBAT ANNO DOM. 1743".[5]
- Santa Teresa d'Avila, dipinto.

## Confraternita dell'Addolorata

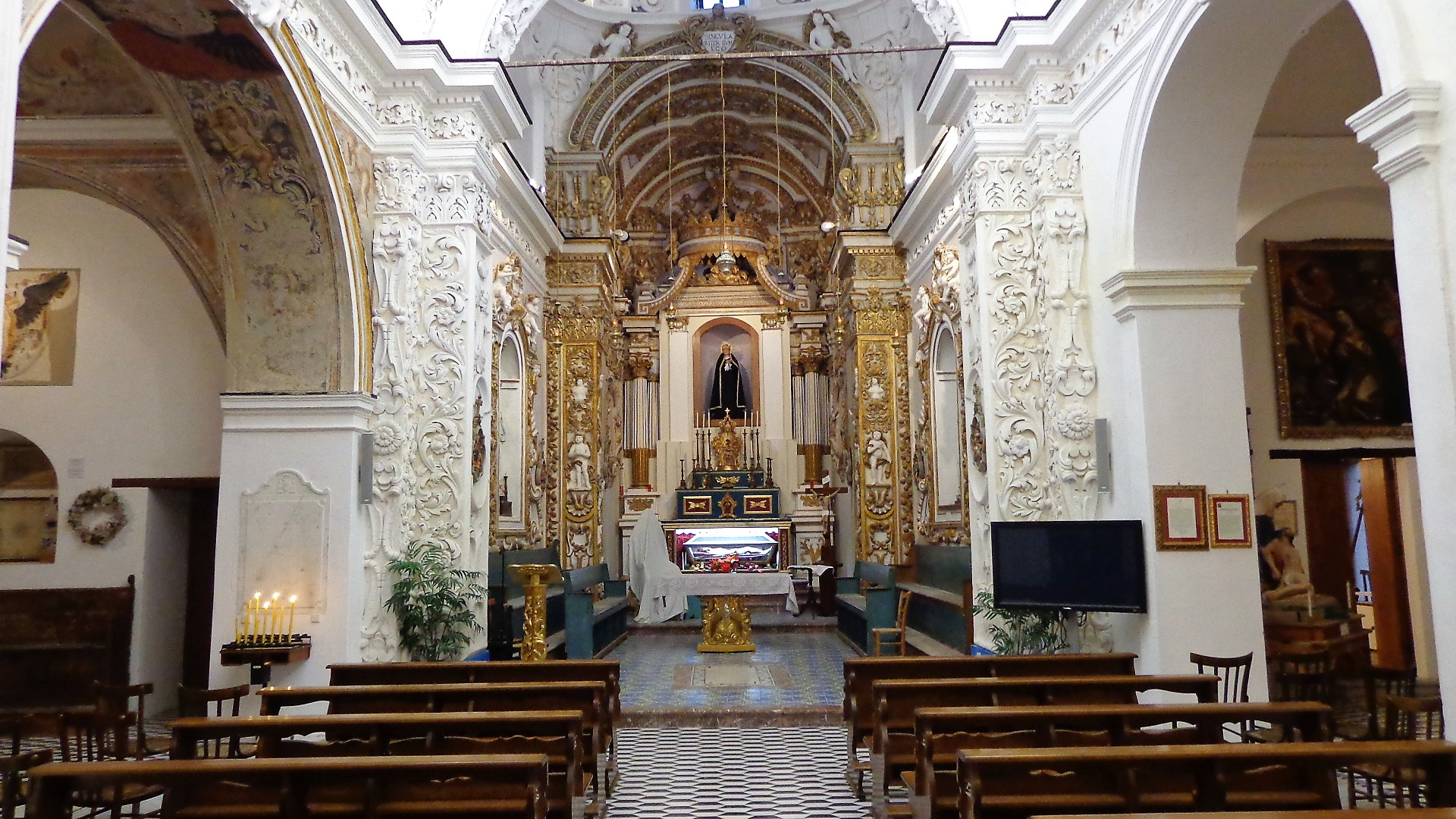
Navata.

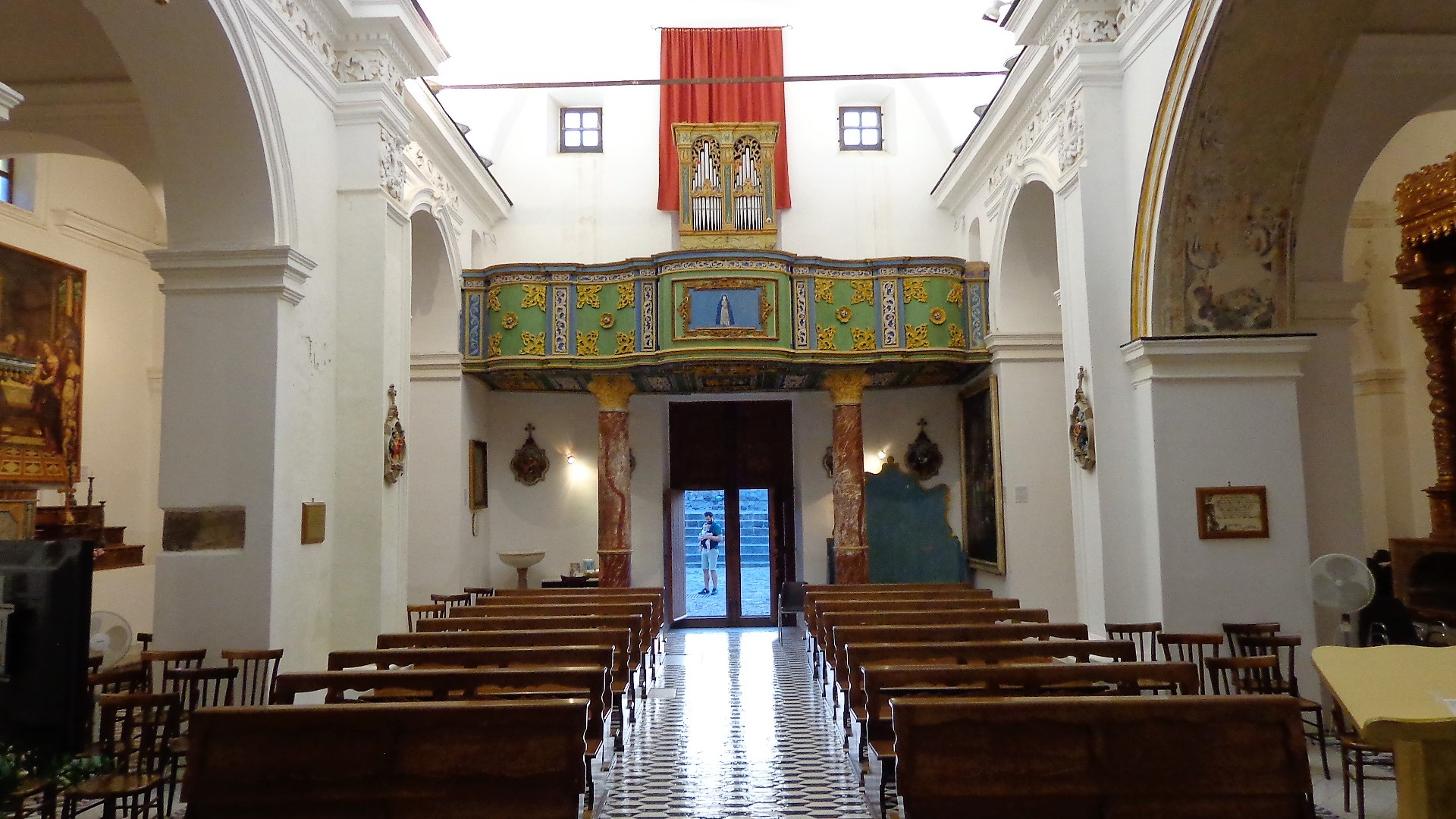
Controfacciata.

- 1613, Figura per la prima volta la Confraternita di Maria Santissima Addolorata o della Soledad o della Pietà, formata solo da componenti maschili.

Dall'istituzione e fino al termine della dominazione spagnola, sodalizio posto sotto l'egida degli spagnoli, che lo istituirono e che avevano il privilegio, attraverso il viceré di Sicilia, di nominare il proprio cappellano. Annoverava i signori della cittadella, i nobili del posto, spesso in conflitto con il potere temporale del vescovo. Disciolta durante il corrispettivo periodo della rivoluzione francese, la Confraternita dell'Addolorata fu ripristinata dal vescovo Giovanni Maria Visconte Proto nel periodo 1839 - 1844.
Scopi: Su impronta della congrega madre di Siviglia e della confraternita nata nel 1590 a Palermo nell'antica chiesa di San Demetrio di piazza Vittoria, oggi attestata presso la chiesa di San Nicolò di Tolentino, si prefigge l'incremento del culto dell'Addolorata, potenziamento dell'omonima confraternita, solennizzare le festività liturgiche in forma autonoma in concorrenza con le due vicine cappelle a discapito della chiesa cattedrale.

## Varette della Via Crucis
Il tempio custodisce i simulacri raffiguranti i momenti salienti della Via Crucis. Le varette sfilano nei riti processionali della Settimana Santa di Lipari con la partecipazione di tutte le Confraternite e le Pie Associazioni dell'Isola.
Raffigurano la Veronica, il Cireneo, la Caduta, l'Ecce Homo alla colonna, la Crocefissione, l'Urna del Cristo Morto, l'Addolorata.
La domenica di Pasqua prevede il tradizionale incontro tra la Madre Addolorata e il Figlio Risorto, nel corso del quale alla Madonna cade il manto nero, dal quale si librano in volo alcune colombe.

## Confraternita di Santa Maria dell'Itria
- 1613, Confraternita di Santa Maria dell'Itria.